# Modraszek srebroplamek
Modraszek srebroplamek (Plebejus argyrognomon) – motyl dzienny z rodziny modraszkowatych.

## Wygląd
Rozpiętość skrzydeł od 25 do 32 mm, dymorfizm płciowy wyraźny: wierzch skrzydeł samców błękitny, samic – brunatny.

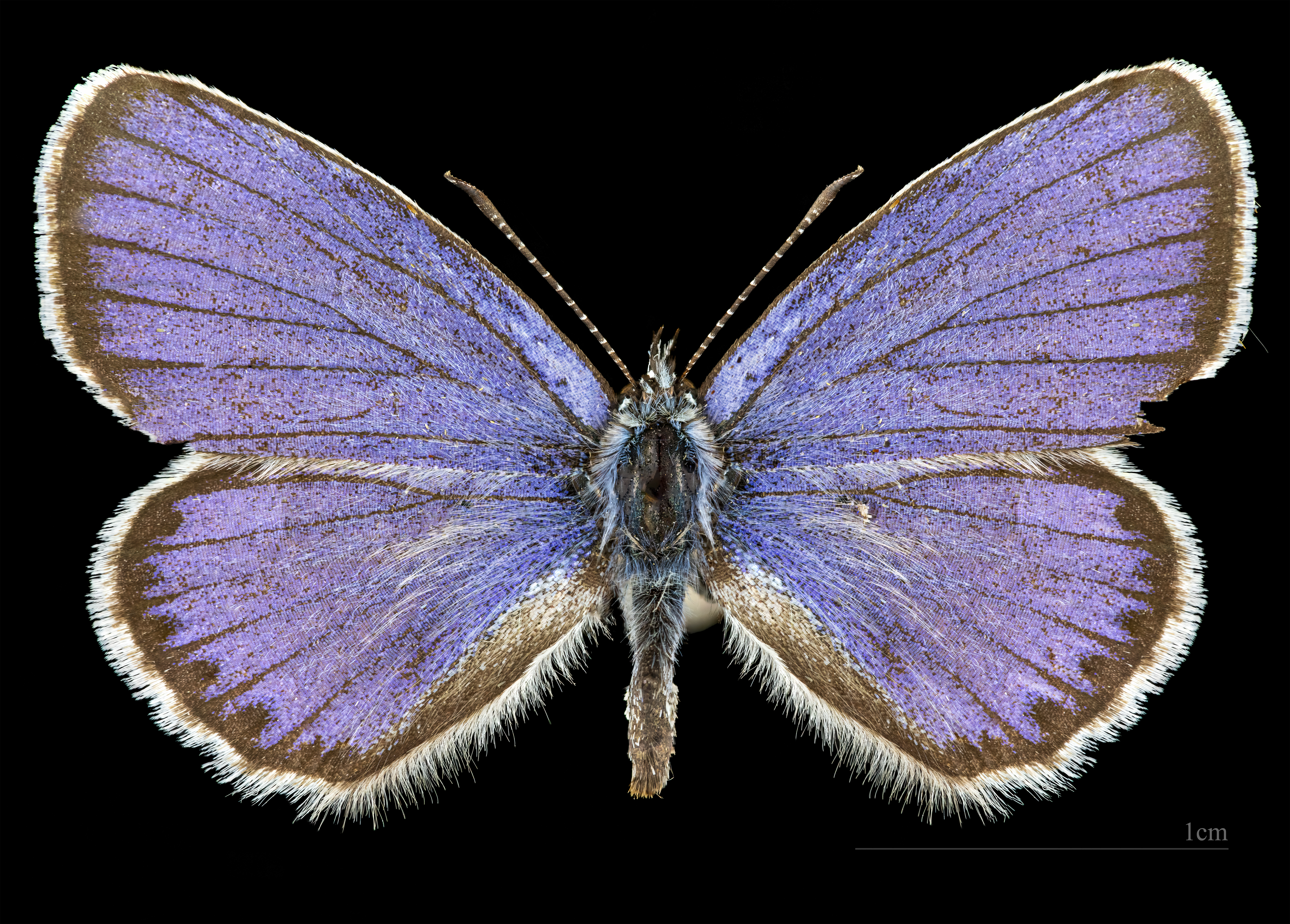
Plebejus a. argyrognomon ♂
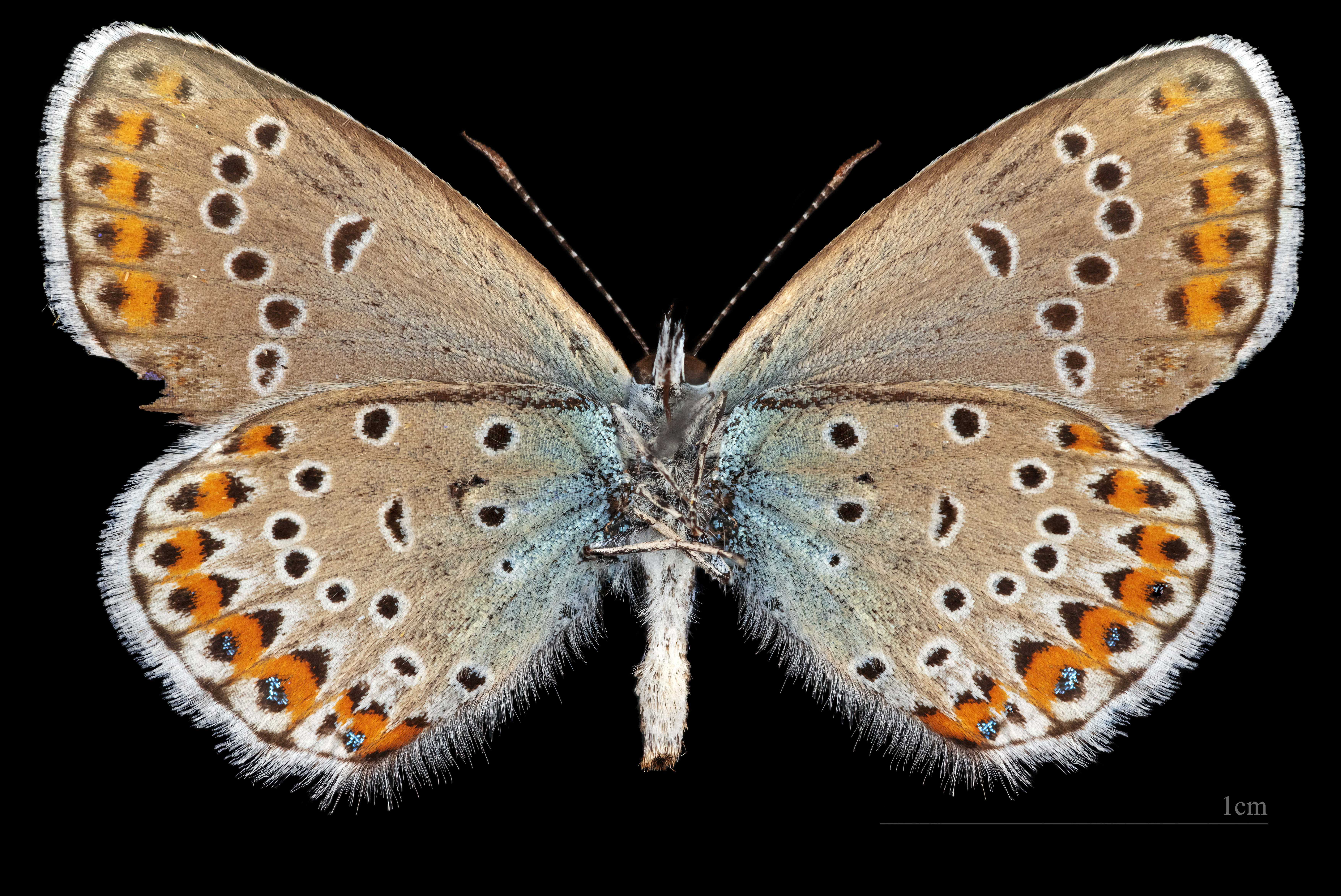
♂ △
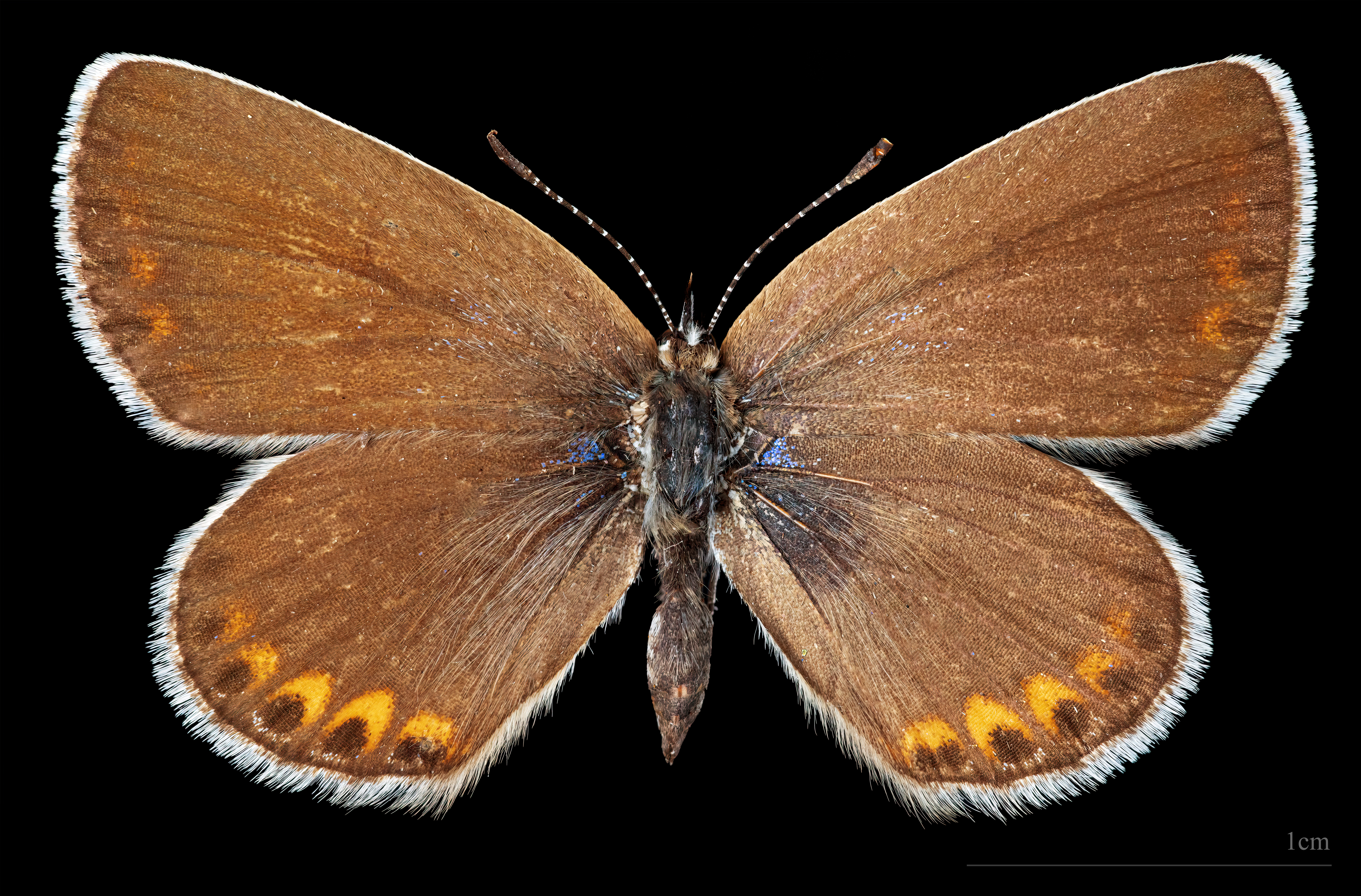
♀
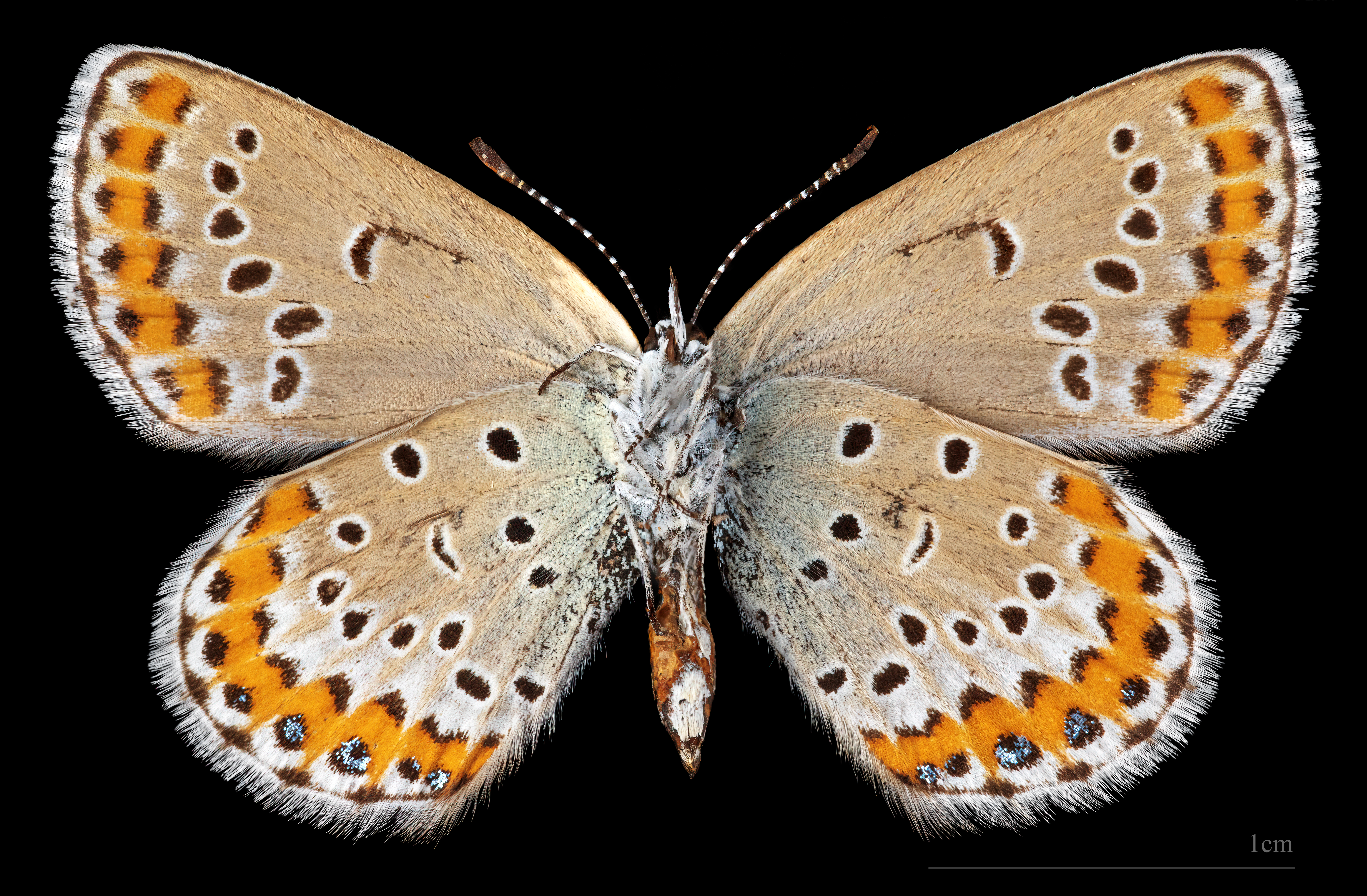
♀ △

## Siedlisko
Murawy kserotermiczne, przydroża, przytorza, kamieniołomy.

## Biologia i rozwój
Wykształca dwa pokolenia w roku (połowa maja-początek lipca i koniec lipca-początek września). Rośliny żywicielskie: cieciorka pstra, traganek szerokolistny. Jaja barwy białej składane są pojedynczo na liściach i kwiatach roślin żywicielskich. Larwy wylęgają się po około tygodniu i żerują na najpierw na kwiatach, a później na pędach i liściach. Aktywne po zmierzchu, dzień spędzają ukryte. Myrmekofilia fakultatywna. Jaja składane przez samice drugiego pokolenia zimują. Stadium poczwarki trwa 2 tygodnie. 

## Rozmieszczenie geograficzne
Gatunek europejski, w Polsce występuje w pasie od Jury Krakowsko-Częstochowskiej po Lubelszczyznę i Pogórze Przemyskie oraz lokalnie w innych rejonach z wyjątkiem północnego wschodu Pomorza Zachodniego oraz Dolnego Śląska. Niezagrożony.